# Paklitaksel
Paklitaksel je učinkovina proti raku, ki spada med taksane. Zavira mitozo (jedrno delitev celic). Paklitaksel sta odkrila Monroe E. Wall in Mansukh C. Wani, ko sta ga izolirala iz lubja pacifiške tise (Taxus brevifolia) ter ga poimenovala taksol. Farmacevtsko podjetje Bristol-Myers Squibb je nato razvilo zdravilo, imenovano Taxol, generično ime za učinkovino pa se je spremenilo v paklitaksel. Danes je na tržišču tudi že več generičnih zdravil (v Sloveniji na primer Paclitaxel Ebewe, Paclitaxin, Paklitaksel Pliva ...).
Paklitaksel se uporablja pri zdravljenju pljučnega raka, raka na jajčniku, raka dojke, raka glave in vratu ter pri napredovalih oblik Kaposijevega sarkoma. Uporablja se tudi za preprečevanje restenoziranja (ponovne zožitve žile ali zaklopke po opravljeni korekciji).

## Mehanizem delovanja
Paklitaksel stabilizira mikrotubule, ki se zato med celično delitvijo ne morejo depolimerizirati. Na mikrotubule deluje tudi na primer kolhicin, vendar le-ta v nasprotju s taksani preprečuje polimerizacijo, ne pa depolimerizacije. Paklitaksel se veže na podenoto β tubulina – tubulin je glavni gradnik mikrotubulov –, nastali kompleks mikrotubul-paklitaksel ni zmožen depolimerizacija, torej razpada na manjše molekule. Za delovanje celic, zlasti za celično delitev, pa je podaljševanje (polimerizacija) ter krajšanje (depolimerizacija) mikrotubulov nujno. Mikrotubuli so del citoskeleta in so pomembni pri premikanju celičnih komponent v celici. Med jedrno delitvijo celice mikrotubuli omogočijo premikanje kromosomov.

### Neželeni učinki
Pogosti neželeni učinki so slabost, bruhanje, izguba teka, spremembe v okušanju, tanjšanje las, bolečine v sklepih v okončinah (trajajo 2–3 dni), obarvanje nohtov, odrevenelost v prstih. Pojaviji se lahko tudi hujši neželeni učinki (krvavitve, nastajanje modric, vročina, mrzlica, kašelj, vneto žrelo, težave pri požiranju, omotica, oteženo dihanje, huda izčrpanost, izpuščaj, bolečina v prsih, občutek vročinskih oblivov na obrazu, bolečina/pordelost/otekanje na mestu injiciranja, spremembe v delovanju črevesja). Številni neželeni učinki so posledica uporabljene pomožne snovi, makrogol glicerol ricinolata, ki ga poleg etanola vsebuje Taxol. Pri posameznikih, ki so preobčutljivi na zdravila, kot so ciklosporin, tenipozid in zdravila, ki vsebujejo makrogol glicerol ricinolat, obstaja večje tveganje za nastop teh neželenih učinkov. Pri teh bolnikih se lahko preventivno uporabi deksametazon, preden prejmejo paklitaksel.